# Suzanne Lambin
Suzanne Lambin (Nantes, 1 d'agost de 1902 - Bagneux, 24 de maig de 2008) va ser una microbiòloga francesa que va estudiar l'evolució des cultius bacterians i com diversos agents antisèptics afecten els cultius. Va ser la primera dona catedràtica de la Facultat de Farmàcia de la Universitat de París.

## Primers anys i educació
Suzanne Lambin, filla de Valentine i René Lambin va néixer a la Bretanya, a Nantes l'1 d'agost de 1902. Les primeres etapes de la seva educació no estan documentades, però se sap que va estudiar a la Universitat de Nantes. Mentre seguia els seus estudis universitaris, Lambin va treballar d'ajudant de fisiologia amb Stéphan Leduc (1853-1939). Amb poc més de vint anys es va traslladar a París i va fer estudis de microbiologia a la Universitat de Paris. Va començar a treballar en farmacologia i finalment va doctorar-se en microbiologia al voltant 1928.

## Vida professional
Després de rebre el doctorat, Lambin va continuar treballant com a ajudant de microbiologia a la Facultat de Farmàcia de la Universitat de París. Va mantenir aquesta posició fins a 1945, en què va passar l'examen d'agregé per ensenyar ciències naturals a la universitat i el 1945 va ser nomenada cap de departament. El seu mentor va ser el catedràtic Jean Régnier (1892-1946), amb el qual va relacionar-ser amb dos destacats matemàtics, l'italià Vito Volterra i el rus --establert a París-- Vladimir Kostizin (1883-1963), per tractar aspectes matemàtics de la dinàmica del creixement bacterià. La mort de Régnier el 1946 i las del professor adjunt de la càtedra fa que sobre Lambin recaiguin més responsabilitats. Fa les funcions d'adjunta, li encarreguen l'organització dels cursos de criptogàmia i tècniques bacteriològiques. El 1949 és nomenada professora adjunta i el 1951 obté la càtedra de microbiologia, que va mantenir fins a la seva jubilació. Suzanne Lambin va morir, centenària, a Bagneux (Alts del Sena) el 24 de maig de 2008.

## Reconeixements
La recerca de Suzanne Lambin sobre l'evolució dels cultius bacterians i sobre agents antisèptics va ser reconeguda amb l'Ordre de la Santé Publique. El 3 de mars de 1952, Lambin va pronunciar la lliçó inaugural de la Facultat de Farmàcia de la Universitat de París, cerimònia solemne en la qual el conferenciant tracta sobre la disciplina de la seva càtedra, que en el seu cas va ser sobre bacteriologia. Va ser membre resident de l'Acadèmia de Farmàcia, de l'Associació Francesa de Microbiòlegs i de la Societat de Biologia (Société de Biologie). Lambin El 1954 va ser nomenada chevalier de la Legió d'Honor i el 1965 va ser nomenada commandeur de l'Orde de les Palmes Acadèmiques.